# Об'єкт (семантична категорія)
Об'є́кт — семантична категорія синтаксису, що стосується назв предметів або істот, на які спрямовано дію, процес або стан, звичайно виражені дієсловом.
Із семантико-синтаксичного боку входить до семантичної структури речення як необхідний компонент, що вказує у системі мови на правобічну валентність предиката. З функцією об'єкта пов'язані терміни «об'єктне значення», «об'єктна функція», «об'єктне відношення», «об'єктна валентність».
В українській граматичній традиції поняттям об'єкт охоплюють ряд семантичних категорій типу власне об'єкта, адресата, знаряддя, засобу тощо:
«О Боже мій, які побачила я очі!» (Ліна Костенко);
«Зніми мені легенькою рукою Сніжинку із брови» (Дмитро Павличко).
Об'єкт протиставляється семантичній категорії суб'єкта.